# TC Blau-Weiss Halle
Der TC Blau-Weiss Halle e. V. ist ein reiner Tennisverein in Halle, Westfalen. Auf seinen zehn Freiplätzen tragen die Herrenmannschaft in der Tennis-Bundesliga wie auch die weiteren Mannschaften des Vereins ihre Heimspiele aus.

## Geschichte
Der TC Blau-Weiss Halle entwickelte sich seit 1957 unter der Führung des 2020 gestorbenen Modeunternehmers Gerhard „Gerry“ Weber zu einem der bekanntesten und leistungsstärksten Vereine Ostwestfalens. Mit über 500 Mitgliedern ist der TC BW Halle auch einer der mitgliederstärksten Vereine und einer der publikumsträchtigsten in der 1. Tennis-Bundesliga. Die Terra Wortmann Open, die in der OWL Arena ausgetragen werden, zählen seit Jahren zu den bekanntesten deutschen Weltranglistenturnieren. Das Turnier ist eines von zwei auf der ATP Tour in Deutschland, das auf Rasen ausgetragen wird.
2018 zog sich der Club aus finanziellen Gründen aus der 1. Bundesliga in die Regionalliga zurück.

## Sportliche Erfolge
Der TC Blau Weiss Halle e. V. spielt seit 2004 wieder (davor schon 1994–1999) in der obersten deutschen Liga, der 1. Bundesliga. Mit insgesamt 16 Jahren im deutschen Oberhaus zählt der Verein zu den erfolgreichsten Clubs in Deutschland. 1995, 2006, 2014, 2015 und 2017 gewann er den Titel Deutscher Mannschaftsmeister.